# Virslīga 2021
Die Virslīga 2021 war die 30. Spielzeit der höchsten lettischen Fußball-Spielklasse der Herren seit deren Neugründung im Jahr 1992. Offiziell trägt die Liga den Namen Optibet Virslīga und wird vom Lettischen Fußballverband ausgetragen. Die Spielzeit begann am 13. März und endete am 6. November 2021. Titelverteidiger war der Riga FC.
Für den Absteiger FK Tukums 2000/TSS kam der neu gegründete FC Noah Jūrmala anstelle des Zweitligameisters FC Lokomotiv Daugavpils. Auch der Zweite der 1. līga FK Auda hatte die Lizenz für die erste Liga beantragt. Diese wurde jedoch vom LFF genauso verweigert, wie die vom Erstligisten FK Jelgava. Der Einspruch vom FK Auda wurde abgewiesen.
Nach Verstößen gegen die Lizenzbestimmungen wurde Noah Jūrmala am 12. März zunächst aus der Virslīga ausgeschlossen. Nachdem man erfolgreich Einspruch gegen die Entscheidung einlegte, wurde Noah während des laufenden Spielbetriebs integriert. Sein erstes Spiel bestritt Noah am 24. April 2021. Der FK Ventspils gab am 19. Juni 2021 aus finanziellen Gründen seinen Rückzug aus der Liga bekannt. Alle Spiele des Vereins wurden annulliert. Am 23. Juli 2021 gab Noah Jūrmala aus finanziellen Gründen seinen Rückzug aus der Liga bekannt. Die noch ausstehenden 14 Spiele wurden mit 3:0 für die Gegner gewertet.

## Modus
Die Teams spielten an 28 Spieltagen viermal gegeneinander; zweimal zu Hause und zweimal auswärts. Der Meister qualifizierte sich für die Champions League 2022/23, der Zweite, Dritte und Pokalsieger für die Europa Conference League. Nach dem Rückzug von beiden Klubs FC Noah Jūrmala und FK Ventspils gab es keine weiteren Absteiger.

## Vereine
| Verein              | Stadt      | Stadion              | Kapazität |
| ------------------- | ---------- | -------------------- | --------- |
| Riga FC             | Riga       | Skonto-Stadion       | 8.207     |
| FK Liepāja          | Liepāja    | Daugava-Stadion      | 5.008     |
| FK Metta            | Riga       | Daugava-Stadion      | 5.008     |
| FK Ventspils        | Ventspils  | Olimpiskais-Stadion  | 3.044     |
| FK Spartaks Jūrmala | Jūrmala    | Slokas-Stadion       | 2.500     |
| FC Noah Jūrmala     | Jūrmala    | Slokas-Stadion       | 2.500     |
| BFC Daugavpils      | Daugavpils | Celtnieks-Stadion    | 1.980     |
| Valmieras FK        | Valmiera   | Jānis-Daliņš-Stadion | 1.000     |
| FK RFS              | Riga       | Arkādija-Stadion     | 0.432     |

## Abschlusstabelle
| Pl. | Verein              | Sp. | S  | U | N  | Tore    | Diff. | Punkte |
| --- | ------------------- | --- | -- | - | -- | ------- | ----- | ------ |
| 1.  | FK RFS              | 28  | 20 | 6 | 2  | 065:220 | +43   | 66     |
| 2.  | Valmieras FK        | 28  | 19 | 5 | 4  | 054:190 | +35   | 62     |
| 3.  | FK Liepāja (P)      | 28  | 16 | 3 | 9  | 047:260 | +21   | 51     |
| 4.  | Riga FC (M)         | 28  | 14 | 8 | 6  | 054:260 | +28   | 50     |
| 5.  | FK Spartaks Jūrmala | 28  | 11 | 2 | 15 | 040:410 | −1    | 35     |
| 6.  | BFC Daugavpils      | 28  | 9  | 5 | 14 | 037:530 | −16   | 32     |
| 7.  | FK Metta            | 28  | 5  | 5 | 18 | 033:550 | −22   | 20     |
| 8.  | FC Noah Jūrmala     | 28  | 1  | 0 | 27 | 008:960 | −88   | 03     |
| 9.  | FK Ventspils        | 0   | 0  | 0 | 0  | 000:000 | ±0    | 0      |

Platzierungskriterien: 1. Punkte – 2. Direkter Vergleich (Punkte, Tordifferenz, geschossene Tore) – 3. Tordifferenz – 4. geschossene Tore

| (M) | amtierender Meister     |
| (P) | amtierender Pokalsieger |

## Kreuztabelle
| Spieltag 1–14       | FK RFS | Valmieras FK | FK Liepāja | Riga FC | FK Spartaks Jūrmala | BFC Daugavpils | FK Metta | FC Noah Jūrmala |
| ------------------- | ------ | ------------ | ---------- | ------- | ------------------- | -------------- | -------- | --------------- |
| FK RFS              |        | 2:3          | 4:0        | 3:1     | 1:0                 | 2:1            | 3:0      | 4:2             |
| Valmieras FK        | 0:1    |              | 1:0        | 2:1     | 2:0                 | 2:2            | 2:0      | 2:0             |
| FK Liepāja          | 1:2    | 1:2          |            | 0:2     | 1:2                 | 0:0            | 4:1      | 3:0             |
| Riga FC             | 0:3    | 1:0          | 4:1        |         | 6:1                 | 4:0            | 3:0      | 1:0             |
| FK Spartaks Jūrmala | 0:1    | 1:0          | 1:2        | 2:3     |                     | 2:0            | 1:0      | 5:2             |
| BFC Daugavpils      | 0:3    | 1:2          | 0:1        | 1:1     | 2:1                 |                | 3:2      | 1:2             |
| FK Metta            | 3:3    | 1:1          | 0:3        | 1:1     | 2:0                 | 0:1            |          | 7:0             |
| FC Noah Jūrmala     | 0:3    | 0:3          | 0:5        | 0:7     | 0:5                 | 1:4            | 0:3      |                 |

| Spieltag 15–28      | FK RFS | Valmieras FK | FK Liepāja | Riga FC | FK Spartaks Jūrmala | BFC Daugavpils | FK Metta | FC Noah Jūrmala |
| ------------------- | ------ | ------------ | ---------- | ------- | ------------------- | -------------- | -------- | --------------- |
| FK RFS              |        | 1:2          | 2:1        | 0:0     | 1:1                 | 2:0            | 4:1      | 5:0             |
| Valmieras FK        | 1:1    |              | 1:0        | 1:1     | 2:1                 | 4:0            | 1:0      | 3:0             |
| FK Liepāja          | 1:1    | 2:1          |            | 1:0     | 2:1                 | 3:1            | 2:0      | 3:0             |
| Riga FC             | 1:1    | 0:0          | 0:1        |         | 2:1                 | 7:1            | 1:1      | 2:1             |
| FK Spartaks Jūrmala | 1:2    | 1:4          | 0:1        | 1:1     |                     | 3:0            | 1:0      | 3:0             |
| BFC Daugavpils      | 0:2    | 1:5          | 1:1        | 3:0     | 1:5                 |                | 3:1      | 3:0             |
| FK Metta            | 2:5    | 0:4          | 0:3        | 0:1     | 0:3                 | 2:2            |          | 3:0             |
| FC Noah Jūrmala     | 0:3    | 0:3          | 0:3        | 0:3     | 0:3                 | 0:3            | 0:3      |                 |

## Torschützenliste
| Pl. | Name                | Mannschaft          | Tore |
| --- | ------------------- | ------------------- | ---- |
| 01. | Leonel Wamba        | FK Spartaks Jūrmala | 14   |
| 02. | Stefan Milošević    | Riga FC             | 13   |
| 03. | Raimonds Krollis    | Valmieras FK        | 12   |
| 03. | Ibrahima Sow        | Valmieras FK        | 12   |
| 05. | Djibril Guèye       | Valmieras FK        | 09   |
| 05. | Yunusa Muritala     | FK Metta            | 09   |
| 05. | Emerson Deocleciano | FK RFS              | 09   |
| 08. | Mikael Soisalo      | Riga FC             | 08   |